# Ufo Walter
Ufo Walter (* 19. Januar 1961 in Düsseldorf; eigentlich Uwe Friedrich Otto Walter) ist ein deutscher Bassist, Komponist und Sounddesigner.

## Leben
Ufo Walter ist als Bassist, Komponist und als Arrangeur international tätig. Er arbeitete u. a. mit Randy Hansen, Marla Glen, Leon Hendrix, Buddy Miles, Alex Oriental Experience, Assassin, Blumio, der NDW-Band Nichts, Caught in the Act, Anne Haigis, Embryo und vielen anderen Musikern und Bands.
Als Soloperformer gibt er weltweit Workshops zu den Themen Innovative Bass-Performance, Live Looping und Sounddesign.

## Preise und Auszeichnungen
Preise: 
- Yamaha Live for Tokyo: "Best Bassplayer BRD"

Werbeauszeichnungen:
- ADC Bronze für "Viva - Loveparade"
- ADC Auszeichnung: TV - Design - Viva2
- ADC Bronze: "Kawasaki-the Road"
- Clio Award Silber Kawasaki "The Road"

## Veröffentlichungen
Randy Hansen Band:
- " live in Europe 2008"
- "Live DVD"
- "Live at the electric church (DVD)"
- "Good intentions"
- "Tower of love
- "Live in Downtown"
- "Live at the House of Blues"
- "Electric Ladyland live in Hamburg"
- "Live at the substage (DVD)" "Funtown" "Mirror Mirror"

Emigrate:
"You can´t run away" 
Roter Kreis:
"Aufbruch!" 
Incredible Pack:
"Time for decisions"
Sticky Hickey:
"Witchdoctor"
Alex Oriental Experience:
- "I sing for all that hope"
- "Free wheelin´"
- "AOE Live 95"
- "AOE 9"

Köln - Düsseldorfer Freundschaft:
- "Home sweet home"

Assassin:
- "the club"

Blumio:
"Tokyo Bordell"
Nichts:
- "Zeichen auf Sturm"

Alien Cafe:
- "Chloe´ says..."
- "Metropol Cinema"

Alien Drum and Bass Foundation:
- "First attack"
- "First new attack"

Rimaak:
- "Rimaak - Stand der Dinge"
- "Back in town"

Bombay 1:
- " me like you"

Embryo:
- "La Blama Sparozzi 1982"

Christian Bollmann:
- "Eclipse"
- "Zen Jazz"
- "Peace Pool"

Caught in the act:
- "Babe"

Grischa & Band feat. Jayjay, Vom Ritchie, Ufo Walter, Sarah England & Britta Krollmann:
- "Aus dem Nichts"